# Ceramium botryocarpum
Ceramium botryocarpum es una pequeña alga marina roja perteneciente a la división Rhodophyta.

## Descripción
Ceramium botryocarpum es una pequeña alga ramificada y filamentosa que crece en forma de penachos, alcanzando una altura de hasta 12 centímetros. Las ramas axiales están formadas por grandes células con forma de barril, y se ramifican de manera dicotómica e irregular. Los extremos de las ramas presentan ápices fuertemente enrollados hacia adentro. Los ejes están cubiertos por pequeñas células que forman una corteza completa sobre los filamentos. Los ejes presentan un aspecto bandeado debido a la cobertura más delgada de células corticales en los entrenudos. A diferencia de otras especies del género Ceramium, no presenta espinas.

## Hábitat
Se encuentra en pozas de marea en la zona litoral baja.  Es epifita sobre otras algas pequeñas, en lugares donde no están presentes algas pardas de mayor tamaño.

## Distribución
Se ha registrado en Irlanda y Gran Bretaña, aunque probablemente esté registrada por debajo de lo que realmente debería. También se ha documentado en las Islas del Canal y en Francia.